# As-Suwayda
As-Suwayda (en árabe: ٱلسُّوَيْدَاء‎), también llamada Sueida, es una ciudad mayoritariamente drusa, situada en el suroeste de Siria, cerca de la frontera con Jordania; es la capital de la gobernación de As-Suwayda.
La ciudad proximooriental también es conocida como la «pequeña Venezuela» (en árabe: فنزويلا الصغيرة‎, romanizado: Finzwila al-Saghira), debido a la gran cantidad de inmigrantes sirios-venezolanos que residen en esta.

## Historia
La ciudad fue fundada por los nabateos con el nombre de Suada, después se la llamó Dionysiás (en griego: Διονῡσιάς) durante la época helenística y romana, en honor a Dionisos, el dios del vino; la ciudad está situada en una famosa región productora de vino, desde la Antigüedad.

### Historia reciente
Históricamente, la ciudad se consideró como leal tanto a Háfez al-Ásad como a Bashar al-Ásad; sin embargo, desde 2020 se registran protestas en la ciudad que cuestionan ese apoyo.Para Ignacio Álvarez-Ossorio, esto contrasta con el importante apoyo de parte de líderes drusos en el golpe de Estado en Siria de 1963 que llevó a los Ásad al poder. De igual manera, Álvarez-Ossorio señala que los detonantes de estas protestas proceden de la precaria calidad de vida, del autoritarismo gubernamental y de la sensación de desprotección debido a los reiterados atentados por grupos terroristas como Estado Islámico en el contexto de la guerra civil siria.
Tras el derrocamiento de Bashar al-Ásad a finales del 2024, la ciudad es escenario de una nueva oleada de protestas contra el nuevo gobierno sirio de Abu Mohamed al-Golani.

## Demografía y población
Los habitantes de esta ciudad proximooriental son en su mayoría drusos, con una prominente minoría cristiana greco-ortodoxa.
La población de la gobernación de As-Suwayda es de 313 231 (censo 2004). De acuerdo con estimaciones de la embajada de Venezuela en Damasco, cerca del 60 % de la población de Sueida nació en territorio venezolano y posee la doble nacionalidad; es por eso que la ciudad es conocida como la «pequeña Venezuela». Asimismo, es de resaltar que Venezuela es el país con mayor cantidad de drusos en el mundo fuera de Asia Occidental.

## Arqueología

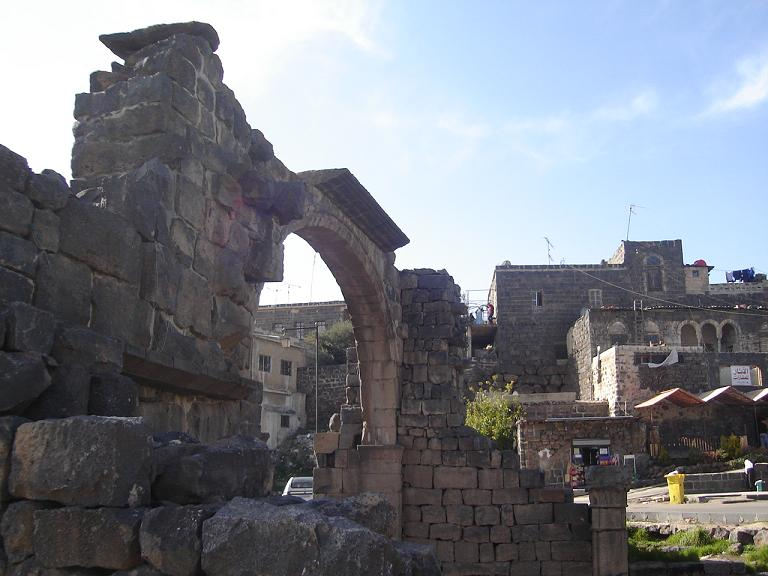
El arco de Dionysias en As-Suwayda.

Suwayda tiene algunas excavaciones arqueológicas de los antiguos nabateos, helenística, romana y bizantina, en particular de la ciudad helenística y del ágora y se encuentran los restos de una iglesia bizantina del siglo VI. La ciudad alberga muchos vestigios de la época romana: casas antiguas que están habitadas por la población local, un estanque cónico y un anfiteatro romano. Todos estos elementos están protegidos por la ley siria y no pueden ser demolidos.